# Утечка документов Пентагона (2023)
Утечка секретных документов Пентагона — несанкционированное обнародование («утечка») секретных документов Министерства обороны США в 2023 году.
В апреле 2023 года в общедоступных сетях Twitter, Discord, Telegram и 4chan были обнаружены секретные документы США, касающиеся российско-украинской войны. Утечка также включала подробности о Северной Корее, Китае, Иране и Объединённых Арабских Эмиратах. Утечка была отслежена до закрытого и ныне удалённого сервера Discord, откуда в марте 2023 года документы были пересланы одним из участников в общедоступный сервер Discord, посвящённый компьютерной игре Minecraft.
Утечка вызвала дипломатический кризис между США и членами разведывательного альянса «Пять глаз», объединяющего пять стран Северной Америки, Европы и Тихого океана. Ряд стран опровергали ряд заявлений, касающихся их внутренней и внешней политики, включая Израиль, Южную Корею и Египет.
13 апреля 2023 года ФБР арестовало подозреваемого в утечке 21-летнего военнослужащего 102-го разведывательного крыла ВВС Национальной гвардии штата Массачусетс Джека Тейшейру.

## Предыстория и первоначальная утечка
Первые обнародованные документы были обнаружены на каналах сервера Discord, посвящённому компьютерной игре Minecraft в начале марта 2023 года, откуда они распространились по анонимному имиджборду 4chan и каналам Telegram. Спустя два дня издание The New York Times обратило внимание на эти утечки.
Документы продолжали распространяться в Твиттере. Политика этой платформы запрещает распространение нелегально добытых материалов. Эта политика была введена после распространения статьи в New York Post, где утверждалось, что Хантер Байден, сын президента Джо Байдена, причастен к коррупции. В ответ на твит об утечке генеральный директор Twitter Илон Маск саркастически написал, что «[правительство] может полностью удалять вещи из Интернета» и «это работает отлично и не привлекает внимания к тому, что [правительство] пыталось скрыть вообще», по-видимому, намекая на эффект Стрейзанд и предполагая, что Twitter не будет удалять документы. Представители Discord отказались давать комментарии The New York Times по поводу документов.

## Содержание
Документы — в основном в виде диаграмм и графиков — касаются разведданных США о других странах, включая Северную Корею, Китай и Иран, а также о российском вторжении в Украину. Объём документов оценивается в 100 страниц. Утечка обнаружилась в виде сфотографированных бумажных документов с грифами секретности на фоне посторонних предметов. Высокопоставленные официальные лица США подтвердили их легитимность, полагая, что документы представляют собой разведданные и оперативные сводки Объединённого штаба Пентагона. Несмотря на это, документы, по-видимому, собраны из нескольких источников, включая Агентство национальной безопасности, Бюро разведки и исследований Государственного департамента и Центральное разведывательное управление (ЦРУ); в последнем случае одним из источников стало ежедневная оперативная информация.
Утечки свидетельствуют о том, что спецслужбы США шпионят не только за противниками, но и за союзниками; и в то время как в частных беседах сбор разведывательных данных о союзниках признаётся правительствами в порядке вещей, публичные разоблачения по-прежнему представляют собой пиар-проблему.

### Вторжение России на Украину
Отдельная группа документов была посвящена теме вторжения России на Украину; в частности ряд документов описывает состояние украинских и российских войск в битве за Бахмут на период февраля 2023 года. В документах этой группы украинские источники характеризовали состояние украинских войск в городе как катастрофическое: город был практически окружён, гарнизон города испытывал проблемы со снабжением, боевой дух солдат был низким. Официальные лица Украины предлагали предотвратить окончательное окружение, выставив на защиту единственной линии снабжения наиболее боеспособные подразделения украинской армии.
Документы предполагают, что средства ПВО Украины, в основном состоящей из систем зенитно-ракетных комплексов «Бук» и С-300, будут истощены к маю 2023 года. В нескольких документах говорится об использовании Украиной оружия на территории России. Согласно одному из документов, в конце февраля президент Украины Владимир Зеленский предлагал использовать беспилотные летательные аппараты (БПЛА) для нанесения ударов по Ростовской области. В другом документе говорится, что Китай может увеличить помощь России, если Украина нанесёт удар по её территории.
В документах также содержится информация о предоставленных США военных ресурсах, к которым Украина имеет доступ, предполагаемые оценки Пентагона о российских и украинских потерях и информация о предполагаемом контрнаступлении Украины. В нескольких документах также приведена оценка числа жертв «низкой достоверности»: потери россиян указаны от 189 500 до 223 000 человек, по сравнению с потерями украинцев от 124 500 до 131 000 человек.
В одном из документов подробно описаны планы российского Генерального штаба по противодействию предоставленным западными странами танкам, включая вознаграждение за уничтожение танков НАТО. Документы также показывают, что США осведомлены о российском военном планировании, например, о планах уничтожения ангара с беспилотниками под Одессой.
В середине мая 2023 The Washington Post опубликовало очередную информацию из утечки секретных документов. Согласно ей, президент Украины Владимир Зеленский предлагал взорвать нефтепровод «Дружба», по которому российская нефть поступает в Венгрию, чтобы уничтожить промышленность этой страны, входящей в НАТО. Также Зеленский предлагал главкому ВСУ Валерию Залужному атаковать неуказанные объекты в Ростове-на-Дону. Ранее глава Украины высказал идею об ударах по России и переброске войск на её территорию, для оккупации приграничных населенных пунктов, чтобы получить рычаги влияния на переговорах с Москвой. Издание отмечает, что опубликованные материалы характеризуют Зеленского, как человека с агрессивными инстинктами. Пентагон не оспорил подлинность материалов.

#### Перехват самолётов у берегов Крыма
Один из документов описывает инцидент 29 сентября 2022 году у берегов Крыма с участием разведывательного самолёта Boeing RC-135 Королевских ВВС Великобритании и российских истребителей Су-27. В ходе инцидента один из истребителей выпустил ракету по RC-135, что едва не привело к поражению самолёта-разведчика. В октябре 2022 года российская сторона сообщала, что пуск ракеты произошёл в результате технического сбоя.
Также часть документов описывала детали разведывательных полётов американских БПЛА MQ-9 Reaper в акватории Чёрного моря. Предположительно, французские и британские самолёты совершили несколько разведывательных полётов с экипажем в период между сентябрём 2022 года и 26 февраля 2023 года.

### Страны

#### Россия
В документе подробно рассказывается об усилиях ГРУ по ведению информационной войны в Африке, продвижении там «российской внешней политики», а также о распространении негативных сведений о Соединённых Штатах.
Упоминается и российская военизированная организация «Группа Вагнера». США утверждают, что группа Вагнера активно стремится сорвать операции США в Африке и распространить свою деятельность на Гаити, предлагая борьбу с бандами от имени правительства этой страны. В одном документе говорится, что эмиссары Группы Вагнера встретились с властями Турции в феврале, и высказывается предположение, что Группа Вагнера могла получить оружие с аванпоста в Мали. В другом документе приводится оценка численности персонала Вагнера в Мали, при этом отмечается, что большое присутствие Вагнера вызвало обеспокоенность по поводу безопасности в соседнем Кот-д’Ивуаре. Выводы разведки предполагают, что утверждения главы Вагнера Евгения Пригожина о том, что Министерство обороны России экономит на поставках боеприпасов Вагнеру, могли иметь под собой основание.
В нескольких документах также утверждается, что российская киберпреступная группировка «Заря», действуя под руководством Федеральной службы безопасности, скомпрометировала IP-адрес неназванной канадской газовой компании и получила возможность повысить давление в клапанах, отключить сигнализацию и перекрыть трубопроводы. Эти сведения не подтвердились; но если это правда, то они станут первым случаем, когда разведывательное сообщество США «наблюдает, как пророссийская хакерская группа осуществляет подрывную атаку на западные промышленные системы управления».

#### Израиль
В ряде документов утверждается, что израильская разведывательная служба Моссад поощряла своих сотрудников и граждан страны к участию в протестах против судебной реформы, которые вспыхнули в январе после ряда изменений, поддержанных премьер-министром Биньямином Нетаньяху. Согласно документам, директор Давид Барнеа поддерживал младших сотрудников, анонимно участвовавших в акциях протеста. Правительство Израиля выступило с заявлением, опровергающим эти утверждения, и израильские политические обозреватели отметили, что в документе разрешение, по-видимому, перепутано с поощрением, а также перепутаны действия нынешних и бывших сотрудников Моссада.
Документы показывают, как США пытались оказать давление на Израиль, чтобы тот предоставил Украине летальное оружие.

#### Украина
В одном документе говорится, что США шпионили за Владимиром Зеленским.

#### Южная Корея
В документах описываются внутренние дебаты в Южной Корее по поводу продажи корейских артиллерийских снарядов США, о том, не нарушит ли это политику Южной Кореи в отношении летальной помощи, если США затем отправят их в Украину. Эти переговоры были получены с помощью радиотехнической разведки, проведённой ЦРУ.

#### Турция
Агентство Reuters сообщило, что среди 50 рассмотренных документов с пометками «Секретно» и «Совершенно секретно» информация о союзниках включала и Турцию. Согласно отчёту, сотрудники Вагнера намеревались закупить оружие и оборудование в Турции, чтобы использовать их в Мали и на Украине. В просочившихся документах также говорится, что президент Мали Ассими Гоита подтвердил, что Мали может приобретать оружие в Турции в интересах группы Вагнера.

#### Объединённые Арабские Эмираты
В документах также содержится информация о связях Объединённых Арабских Эмиратов с Россией.